# Provincia de Vest-Agder
Vest-Agder (Agder occidental) fue hasta 2020 una provincia de la región de Sørlandet, Noruega. Cuenta con 7276 km² de área y 180 877 habitantes según el censo de 2015. Tiene fronteras con Rogaland y Aust-Agder. Su capital fue Kristiansand. Desde el 1 de enero de 2020, la provincia se fusionó con la provincia vecina de Aust-Agder y hoy se llama Provincia de Agder.

## Localidades
- Årnes
- Ausvika
- Brennåsen
- Farsund
- Feda
- Flekkefjord
- Hægeland
- Helle
- Høllen
- Korsvik
- Kristiansand
- Krossen
- Liknes
- Lyngdal
- Mandal
- Nodeland
- Øyslebø
- Sånum
- Sira
- Skålevik
- Skarpengland
- Skomrak
- Slettebrotane
- Søgne
- Svenevik
- Svennevik
- Tonstad
- Tveit
- Vanse
- Vennesla
- Vestbygda
- Vigeland
- Volleberg

## Historia
Durante la época vikinga, el territorio actual de Vest-Agder formaba parte, junto con la provincia de Aust-Agder, del reino de Agder.

## Municipios
Vest-Agder consta de 15 municipios:
1. Åseral
2. Audnedal
3. Farsund
4. Flekkefjord
5. Hægebostad
6. Kristiansand
7. Kvinesdal
8. Lindesnes
9. Lyngdal
10. Mandal
11. Marnardal
12. Sirdal
13. Songdalen
14. Søgne
15. Vennesla